# Kara Mbodji
Serigne Modou Kara Mbodi (Diasse, 11 de noviembre de 1989) es un futbolista senegalés que juega de defensa.

## Selección nacional
Ha sido internacional con la selección de fútbol de Senegal absoluta. Además, en julio de 2012, fue incluido en la lista de 18 jugadores que representaron a Senegal en el Torneo de Fútbol Masculino de los Juegos Olímpicos de Londres 2012.

### Participaciones internacionales
| Torneo                           | Sede        | Resultado        |
| -------------------------------- | ----------- | ---------------- |
| Juegos Olímpicos de Londres 2012 | Reino Unido | Cuartos de final |

## Clubes
| Club                  | País    | Año       |
| --------------------- | ------- | --------- |
| Diambars              | Senegal | 2008-2010 |
| Tromsø IL             | Noruega | 2010-2012 |
| K. R. C. Genk         | Bélgica | 2013-2015 |
| R. S. C. Anderlecht   | Bélgica | 2015-2019 |
| F. C. Nantes (cedido) | Francia | 2018-2019 |
| Al-Sailiya S. C.      | Catar   | 2019-2022 |

## Palmarés

### Títulos nacionales
| Título                         | Club                | País    | Año  |
| ------------------------------ | ------------------- | ------- | ---- |
| Copa de Bélgica                | K. R. C. Genk       | Bélgica | 2013 |
| Pro League                     | R. S. C. Anderlecht | Bélgica | 2017 |
| Supercopa de Bélgica           | R. S. C. Anderlecht | Bélgica | 2017 |
| Copa de las Estrellas de Catar | Al-Sailiya S. C.    | Catar   | 2021 |
| Copa de las Estrellas de Catar | Al-Sailiya S. C.    | Catar   | 2022 |